# Trioza lienhardi
Trioza lienhardi är en insektsart som beskrevs av Burckhardt 1981. Trioza lienhardi ingår i släktet Trioza och familjen spetsbladloppor. Inga underarter finns listade i Catalogue of Life.